# نادي شابيكوينسي
رابطة شابيكوينسي لكرة القدم (بالبرتغالية: Associação Chapecoense de Futebol‏) هو نادي كرة قدم في البرازيل تأسس في 10 مايو 1973. يلعب في الدوري البرازيلي لكرة القدم.

## تاريخ النادي
يقع مقر النادي في مدينة شابيكو في ولاية سانتا كاتارينا التي تقع في نصف الجهة الجنوبية من البرازيل، وإلى جانب كرة القدم لدى هذا النادي أيضا أنشطة في كرة القدم داخل الصالات، حيث فاز فيها ببطولة الدولة مرتين.
تأسس النادي في عام 1973، وفي أربع سنوات فقط فاز بأول لقب على مستوى الولاية في عام 1977.
ولعب النادي في دوري الدرجة الأولى البرازيلي في عامي 2014 و2015، إذ حل في المركزين الـ15 والـ 14 ليضمن المشاركة في موسم 2016.

### حادث تحطم الطائرة 2016
تحطمت الطائرة والتي كانت الرحلة 2933 لخطوط لاميا الجوية بوسط كولومبيا طائرة تقل 81 شخصًا بينهم لاعبو نادي شابيكوينسي، وسط تقارير عن 5 ناجين من الحادث ووفاة باقي طاقم الطائرة.
وتحطمت طائرة الفريق بينما كان في طريقه للعب ضمن كأس سود أمريكانا “كأس أمريكا الجنوبية” ضد أتلتيكو ناسيونال الكولومبي، وكان فريق شابيكوينسي ضمن 72 راكبا على متن الطائرة فضلا عن طاقم من تسعة أفراد.
وقام اتحاد أمريكا الجنوبية لكرة القدم (كونميبول) بإصدار بيان رسمي ينعي فيه ضحايا الحادثة، وقرر تعليق كافة أنشطة كرة القدم في القارة حتى إشعار أخر.، كما تقدم نادي أتلتيكو ناسيونال بطلب رسمي إلى اتحاد أمريكا الجنوبية يطالب بمنح شابيكوينسي لقب البطولة، واستجاب الاتحاد للطلب وبذلك يصير شابيكوينسي بطل كوبا سودأمريكانا لعام 2016.

## الإنجازات
- كوبا سودأمريكانا : مرة واحدة

2016
- بطولة كارتارينسي: 5 مرات

1977، 1996، 2007، 2011، 2016
- بطولة كأس سانتا كاتارينا: مرة واحدة

2006
- بطولة تاكا سانتا كاتارينا: مرة واحدة

1979
- تاكا بلنيو ارليندو دي نيز: مرة واحدة

1995
- بطولة سيليتيفو: مرة واحدة

2002
- كأس دا باز: مرة واحدة

2005

## اللاعبون
ملاحظة: تشير الأعلام إلى المنتخب الوطني على النحو المحدد في قواعد الأهلية للفيفا. قد يحمل اللاعبون أكثر من جنسية واحدة غير تابعة للفيفا.
| الرقم | البلد    | المركز | اللاعب                        |
| ----- | -------- | ------ | ----------------------------- |
| 1     | البرازيل | حارس   | ماركوس دانيال باديلا          |
| 2     | البرازيل | مدافع  | خيمينيز دي سوزا               |
| 3     | البرازيل | مدافع  | رافاييل راموس دي ليما         |
| 4     | البرازيل | مدافع  | نيتو                          |
| 5     | البرازيل | وسط    | جوسيمار                       |
| 6     | البرازيل | مدافع  | دينر أسونساو براز             |
| 7     | البرازيل | وسط    | لورينسي دو ناسيمينتو رودريغيش |
| 8     | البرازيل | وسط    | خوسيه دي بايفا                |
| 9     | البرازيل | مهاجم  | برونو رانغيل                  |
| 10    | البرازيل | وسط    | هيرون كاويي دالمورو           |
| 11    | البرازيل | مهاجم  | كاسترو مونتيرو                |
| 12    | البرازيل | حارس   | مارسيلو بويك                  |
| 13    | البرازيل | مدافع  | مارسيلو دا سيلفا              |
| 21    | البرازيل | مدافع  | ماتيوس كاراميلو               |
| 23    | البرازيل | مهاجم  | لوكاس غوميش دا سيلفا          |
| 27    | البرازيل | مدافع  | ثيغو                          |

| الرقم | البلد     | المركز | اللاعب               |
| ----- | --------- | ------ | -------------------- |
| 28    | البرازيل  | وسط    | مويسيش ريبيرو سانتوس |
| 30    | البرازيل  | وسط    | أوداير سوزا          |
| 33    | البرازيل  | مهاجم  | ايفرتون دوس سانتوس   |
| 35    | البرازيل  | وسط    | سيرجيو سانتوس        |
| 36    | البرازيل  | حارس   | جوزيه نفالدو مارتنز  |
| 40    | البرازيل  | حارس   | جاكسون فولمان        |
| 41    | البرازيل  | مدافع  | كلاوديو وينك         |
| 44    | البرازيل  | مدافع  | ديمرسون              |
| 45    | البرازيل  | مدافع  | فيليبي ماتشادو       |
| 50    | البرازيل  | وسط    | آرثر مايا            |
| 70    | البرازيل  | مهاجم  | ايلتون ألفيس         |
| 77    | البرازيل  | وسط    | ماتيوس بيتكو         |
| 87    | الأرجنتين | مهاجم  | أليخاندرو مارتينوكيو |
| 88    | البرازيل  | وسط    | كليبر سانتانا        |
| 89    | البرازيل  | مدافع  | ألان روستشيل         |
| 94    | البرازيل  | مهاجم  | ثياغينيو             |

## وصلات خارجية
- صفحة نادي شابيكوينسي - على موقع كوورة